# 1942 na rádio
Nesta página encontrará referências aos acontecimentos directamente relacionados com a rádio ocorridos durante o ano de 1942.

## Eventos
- 24 de Fevereiro – A rádio Voz da America inicia suas transmissões.
- 24 de Agosto – A rádio Berlim transmite para o Brasil, falseando o estado de guerra entre os dois países.

## Nascimentos
| Data | Nome | Profissão | Nacionalidade | Observações | Ref |
| ---- | ---- | --------- | ------------- | ----------- | --- |

## Mortes
| Data | Nome | Profissão | Nacionalidade | Observações | Ref |
| ---- | ---- | --------- | ------------- | ----------- | --- |